# Wild Cowboys II
Wild Cowboys II to siódmy studyjny album amerykańskiego rapera Sadata X członka Brand Nubian wydany 23 marca 2010 roku nakładem wytwórni Fat Beats.
Album jest prequelem wydanego w 1996 roku albumu Wild Cowboys.

## Lista utworów
1. Return Of The Bang Bang 
Producent: Will Tell
2. Turn It Up (gośc. Pete Rock) 
Producent: Pete Rock
3. In Da Jungle (gośc. AG) 
Producent: Diamond D
4. Nuclear Bomb 
Producent: Will Tell
5. Still On Deck (gośc. Twan) 
Producent: DJ Spinna
6. Roll That (gośc. Rhymefest) 
Producent: Grant Parks
7. Wherever (gośc. Shabaam Sahdeeq) 
Producent: Nick Wiz
8. Swerv (gośc. Swerv) 
Producent: Will Tell
9. Pray (gośc. Kurupt, Sir Jinx, Umi 
Producent: Sir Jinx)
10. We Kewl (gośc. Shawn Black, Twan) 
Producent: Will Tell
11. Knock Me Down (gośc. Kim) 
Producent: Dub Sonata
12. Long Years (gośc. Grand Puba, Lord Jamar) 
Producent: Buckwild
13. Bargain With The Devil (gośc. Vast Aire) 
Producent: Thanos
14. Everybody Know (gośc. Money Boss Players) 
Producent: Minnesota
15. X And Bill (gośc. Ill Bill) 
Producent: 9th Wonder
16. Last Time Out (gośc. Sean Black, Twan) 
Producent: Yuani